# Gunung Rintis
Gunung Rintis is een bestuurslaag in het regentschap Deli Serdang van de provincie Noord-Sumatra, Indonesië. Gunung Rintis telt 2695 inwoners (volkstelling 2010).